# Внеземной транспорт Майка Веттера
Внеземной транспорт Майка Веттера (англ. Extra Terrestrial Vehicle (ETV)) — легковой автомобиль, кит-кар производства The Car Factory, располагающейся в США, штат Флорида, и основанной Майком Веттером. Автомобиль строился на базе Chevrolet Aveo, Chevrolet Cobalt SS, Toyota Echo и Porsche Boxster. Chevrolet Aveo и Chevrolet Cobalt SS — самые частые основы. Всего, по состоянию на апрель 2022, Майк Веттер построил как минимум 8 экземпляров и продал 6. Первый ETV покинул The Car Factory в 2009, и стоил 86 тысяч долларов США. После этого Майк Веттер продавал свой ETV 2012 года выпуска за 100 тысяч долларов США в 2013.

## Предыстория

### Реплики Майка Веттера
Майк Веттер строил собственные автомобили начиная с 1990-х годов, когда он научился навыкам сборки автомобилей во время сборки реплики Lamborghini Countach. После этой реплики, Веттер начал строить больше кит-каров, имитирующих Lamborghini и Ferrari на базе Pontiac Fiero, Но, из-за угроз юридического преследования со стороны Lamborghini и Ferrari, в 2000-х производство реплик было прекращено.

### Внеземной транспорт Майка Веттера
Майку Веттеру было недостаточно места для своей дочери и жены в его спорткаре, поэтому он решил модифицировать свой автомобиль.

## Производство
Автомобиль является кит-каром производства The Car Factory, располагающейся в США, штат Флорида, и основанной Майком Веттером. Автомобиль строился на базе Chevrolet Aveo, Chevrolet Cobalt SS, Toyota Echo и Porsche Boxster. Chevrolet Aveo и Chevrolet Cobalt SS были самыми частыми основами. Всего, по состоянию на апрель 2022, Майк Веттер построил как минимум 8 экземпляров и продал 6. Первый ETV покинул The Car Factory в 2009, и стоил 86 тысяч долларов США. После этого Майк Веттер продавал свой ETV 2012 года выпуска за 100 тысяч долларов США в 2013 году.

## Конструкция
Кузов автомобиля сделан с использованием стеклопластика. Тип кузова — купе 2+2. Некоторые ETV были построены без стеклоочистителей и зеркал бокового вида. Автомобиль имеет пневматическую подвеску. Колёса автомобиля закрыты.

### Силовой агрегат
Автомобиль имеет переднемоторную, переднеприводную компоновку. Двигатель автомобиля для Chevrolet Aveo — четырёхцилиндровый двигатель производства Chevrolet объёмом 2,2 литра мощностью 270 лошадиных сил или двигатель производства Chevrolet объёмом 1,6 литра. Коробка передач автоматическая. Средний расход топлива — 9 литров бензина на 100 км. Майк Веттер также делал гибридные и электрические ETV.

## Оценки
Бен Брэнч, основатель Silodrome, считает, что «Футуристичный, аэродинамичный кузов ETV известен тем, что может создавать толпы на любом месте парковки, и ETV точно не является машиной для людей, которым не нравится много внимания». Алекс Реид, писатель для Carscoops, считает, что «ETV выглядит, как мармеладный боб». Стефен Риверс, сотрудник autoevolution, считает, что «за менее, чем 100 тысяч долларов США, ETV будет собирать взгляды быстрее, чем настоящие инопланетяне. Это из-за того, что ETV выглядит не так, как любая другая производившаяся машина». Газета Metro считает, что «если вы хотите купить одну из самых уникальных машин, которую мы видели, то просто попробуйте посмотреть за заднюю часть вашего дивана и найти 60 000 фунтов стерлинга.».

## Наследие
Автомобиль хранился в London Motor Museum и позже был выставлен на продажу на аукционе из-за банкротства музея, однако автомобиль сняли с продажи.